# Sahara-Atlas
De Sahara-Atlas is een bergketen in het Atlasgebergte, die zich bevindt in Noord-Algerije en voor een klein deel Noordoost-Marokko. De bergketen is ongeveer 950 km lang, en vormt de Algerijnse noordgrens van de Sahara.

## Geografie
De Sahara-Atlas ligt in voornamelijk oost-westelijke richting, tussen de Barbarijse Hoogvlakte in het noorden en de Sahara in het zuiden. Ten westen liggen de Hoge Atlas en de Jbel Saghro. De Sahara-Atlas wordt ruwweg verdeeld in drie ketens: het Ksourgebergte in het westen, het Amourgebergte in het midden en het Ouled Naïlgebergte in het oosten. Soms wordt ook het oostelijker gelegen Aurèsgebergte aangeduid als onderdeel van de Sahara-Atlas, in welk geval het gebergte ook deels in Tunesië ligt.
De hoogste berg is de Djebel Issa, met 2236 meter. Deze berg is onderdeel van het Ksourgebergte, dat de westelijke helft van de Sahara-Atlas vormt. In het geval dat het Aurèsgebergte wordt meegerekend, is de Djebel Chélia het hoogste, met 2328 meter.
Door het gebied stromen enkele wadi's, rivieren die droogvallen in droge periodes. De belangrijkste zijn de Cheliff en de Touil.

## Bevolking
Vanwege de nabijheid van de woestijn, zijn alleen plekken bij oases en wadi's bewoonbaar. Djelfa is de enige grotere stad in de bergketen. Deze stad telt ongeveer 300.000 inwoners en ligt op 1100 meter hoogte. Djelfa is een belangrijk handelsknooppunt voor nomaden en halfnomaden uit de Sahara. Het grootste gedeelte van de bevolking behoort tot de Chaouis, die behoren tot de Berbervolkeren.